# Telefon (film)
Telefon är en amerikansk spionfilm från 1977 i regi av Don Siegel, med Charles Bronson, Donald Pleasence och Lee Remick.

## Handling
En rysk agent (Charles Bronson) får i uppdrag att förhindra en förrädare från att väcka alla "sovande" ryska agenter som är stationerade i USA och som har i uppdrag att spränga olika amerikanska militära mål. Till hjälp får han en kvinnlig amerikansk agent som ska hålla ögonen på honom. Om de båda inte lyckas stoppa förrädaren kommer USA att anfalla Sovjet vilket kommer att leda till kärnvapenkrig.

## Medverkande i urval
- Charles Bronson – Major Grigori Borzov
- Lee Remick – Barbara
- Donald Pleasence – Nikolai Dalchimsky
- Tyne Daly – Dorothy Putterman
- Sheree North – Marie Wills

## Om filmen
För att väcka agenterna används en dikt av Robert Frost, "Stopping by Woods on a Snowy Evening".